# Antonov An-38
Antonov An-38 je dvomotorno turbopropelersko regionalno potniško letalo. Je podaljšana in modificirana verzija predhodnika An-28. Zasnovali so ga v biroju Antonov v Ukrajini. Maloserijska prozivodnja (11 primerkov) pa je potekala v Novosibirsku (Rusija). Nekatere pomembne komponente so prihajale iz Ukrajine in Belorusije. Prvi let je bil junija 1994. Avgusta 2019 sta obstajala še dva leteča primerka.

## Specifikacije (An-38-100)
Podatki iz Jane's All The World's Aircraft 2003–2004; Jackson 2003, pp. 467–468.
Splošne karakteristike
- Posadka: 2
- Število sedežev: 27 potnikov
- Tovor: 2500 kg (5500 lb)
- Dolžina: 15,67 m (51 ft 5 in)
- Razpon kril: 22,06 m (72 ft 4¾ in)
- Višina: 5,05 m (16 ft 6¾ in)
- Teža praznega letala: 5300 kg (11684 lb)
- Maks. vzletna teža: 9500 kg (20943 lb)
- Pogon letala: 2 ×  turboprop Honeywell TPE331-14GR-801E, 1118 kW (1500 KM)  vsak

 Zmogljivost 
- Maks. hitrost: 405 km/h (219 vozlov, 252 mph)
- Potovalna hitrost: 380 km/h (205 vozlov, 236 mph)
- Doseg: 1750 km (944 nmi, 1087 milj)
- Višina leta: m (ft)